# Jan Novák (compositore)
Jan Novák (Nová Říše, 8 aprile 1921 – Nuova Ulma, 11 o 17 novembre 1984) è stato un compositore cecoslovacco.

## Biografia
Dopo aver ricevuto l'istruzione secondaria alla Scuola dei Gesuiti di Velehrad e a Ginnasio classico a Brno studiò composizione con Vilém Petrželka a Conservatorio di Brno. Nel 1946 compì gli studi all'Accademia Musicale di Praga con Pavel Borkovec, e vinto il premio intitolato “Jezek Fund” negli Stati Uniti, con la sua “Serenata per Piccola Orchestra”, usufruì della borsa di studio di un anno in questa paese.
Studiò colà con Aaron Copland a Tanglewood e poi con Bohuslav Martinů a New York (1947-1948). Da allora si dedicò esclusivamente alla composizione.
Nella sua molteplice attività, seguì lo stile di Martinů soprattutto per quanto riguarda la concezione melodica e ritmica. Sua caratteristica è l'uso di nuovi criteri di composizione basati su una forma chiara e di grande lucidità melodica.
L'attività di Jan Novák si allarga a molti generi di scrittura, dalla musica da camera e sinfonica alle piccole formazioni vocali.
Largo successo ha ottenuto anche come compositore di teatro e di musica cinematografica. Particolare interesse dimostrava per i soggetti antichi occupandosene negli anni 50; tal interesse evidenziano i suoi lavori vocali, scritti su testi latini o su rime dell'arcaica poesia ceca sia di natura artistica che folkloristica.
Deluso dal fallimento della “Primavera di Praga”, nel 1968 lasciò la Cecoslovacchia. Cercò la serenità di cui avevano bisogno lui e la sua famiglia a Rovereto (Trento), dove visse fino al 1977 e dove, poco prima di morire, chiese di essere tumulato. Nel 1977 si trasferì in Germania Ovest, a Nuova Ulma, ove sarebbe vissuto, continuando la sua attività, fino alla morte nel 1984.

## Composizioni
Tra le opere orchestrali dominano i concerti, il “Concerto per oboe” (1952), il “Concerto per due pianoforti” (1955, caratterizzato da eccellente stile strumentale, fresca linea melodica e preciso ritmo meccanico. Il compositore stesso, eccellente pianista, ne diede la prima esecuzione in duo con la moglie), il “Capriccio per cello e orchestra” (1958), e il “Concerto Bijugis” per pianoforte a quattro mani e orchestra d'archi (1977).
Considerevole e pregiata la sua musica da camera. Tra le molte opere si segnalano le preziose raccolte pianistiche: “Puerilia” (1970), “Rondini” (1970) e “Rustica Musa I” (1973) per i giovani; “Rustica Musa II” (1975) (per pianoforte a quattro mani), “Odae” (1979), “Elegantiae tripudiorum”, “Cinque capricci”, “Notturno e toccata” (1980) (per pianoforte a quattro mani), “Prima sonata” per pianoforte (1982), “4 Hymni Christiani” (1983).

## Onori
Il 28 ottobre 1996 è stato onorato dal Presidente Václav Havel il quale gli ha assegnato, in memoriam, la più alta onorificenza per meriti artistici della Repubblica Ceca. Nel 2006 è stato designato come cittadino onorario di Brno.
È a lui intitolata la Scuola di Musicale della Vallagarina.